# Pro Archia poeta
(Marco Tullio Cicerone, Pro Archia poeta)
La Pro Archia poeta è un'orazione di Marco Tullio Cicerone, scritta per difendere Aulo Licinio Archia, un poeta accusato di usurpazione della cittadinanza romana. Rimase celebre per l’appassionata difesa, da parte dell’autore, della poesia e, in generale, per la rivendicazione della nobiltà degli studi letterari.

## Antefatto e contesto processuale
Archia nacque in Antiochia attorno al 120 a.C. e arrivò a Roma nel 102 a.C. Nell'Urbe intraprese una vita da poeta, entrando sotto il patronato del politico e generale romano L. Lucullo. Archia scrisse poemi di carattere militare, e nel 93 a.C. Lucullo lo aiutò ad assumere lo status di cittadino del municipio di Eraclea. Quindi, Archia assunse residenza permanente a Roma, aspettando di acquisire la piena cittadinanza romana. 
Nel 65 a.C., il senato romano promulgò la Lex Papia de peregrinis, che rigettò false richieste di cittadinanza ed espulse gli stranieri da Roma. È probabilmente sotto questa legge che Archia fu perseguito. Cicerone entrò nel processo in difesa del suo insegnante nel 62 a.C., qualche mese dopo aver pronunciato le famose Orazioni contro Catilina.
L'accusa portò in aula quattro accuse contro Archia: innanzitutto non esisteva alcuna registrazione ufficiale come cittadino di Eraclea di Archia, che non  mantenne residenza permanente a Roma. Inoltre, i registri dei pretori nell'89 a.C., che avevano in lista il nome di Archia, erano irreperibili e, in più, l'accusato non appariva nei “rotoli” romani del censo, registrati nel periodo in cui egli stesso aveva detto essere stato a Roma.
Cicerone addusse in sua difesa che non esisteva nessuna registrazione ufficiale di Archia come cittadino di Eraclea perché gli uffici dei registri erano stati notoriamente distrutti durante la guerra sociale, e i rappresentanti della cittadinanza di Eraclea testimoniarono che Archia era effettivamente un cittadino. Inoltre,  possedeva una residenza a Roma e appariva anche nei registri del pretore Metello, che erano molto attendibili; infine, Archia non appariva nel censo romano perché era partito in campagna militare con Lucullo ogni volta che ricorreva il censimento.
A causa della stretta associazione di Archia con Lucullo, in questo caso si potrebbe parlare di un attacco mosso indirettamente a Lucullo da uno dei suoi molti nemici, il più importante dei quali era Gneo Pompeo Magno.

## Struttura del discorso
Cicerone divise come segue la struttura formale della dispositio:
- Exordium, righe 1-41;
- Narratio, righe 42-89;
- Refutatio, righe 90-143;
- Confirmatio, righe 144-375;
- Peroratio, righe 376-397.

### Exordiumo introduzione
Etenim omnes artes quae ad humanitatem pertinent habent quoddam commune vinclum et quasi cognatione quadam inter se continentur.
"Infatti, tutte le scienze che interessano l'uomo sono intimamente connesse e unite tra loro da una sorta di affinità."
Continua con questo approccio nelle linee finali di questa sezione, dove propone che anche nel caso in cui Archia non fosse registrato come cittadino, le sue virtù e qualità dovrebbero convincere il popolo romano a iscriverlo.

### Narratioo attestazione dei fatti
Lucullos vero et Drusum et Octavios et Catonem et totam Hortensiorum domum devinctam consuetudine cum teneret, adficiebatur summo honore, quod eum non solum colebant qui aliquid percipere atque audire studebant, verum etiam si qui forte simulabant.
"Aveva grande confidenza, oltre che con i Luculli, con Druso, gli Ottavi, Catone e tutta la gens degli Ortensi. Gli veniva tributata la massima considerazione: e a onorarlo non erano solo quelli desiderosi di ascoltarlo e di imparare da lui, ma anche chi trovava conveniente comportarsi così."
Invece di cominciare con 'cum' ("poiché") come ci si sarebbe aspettato, Cicerone lo sposta al termine della frase, vertendo l'attenzione dell'ascoltatore al peso dei nomi che attesta.
Mentre nomina la legge sotto la quale ad Archia fu garantita la cittadinanza di Eraclea, Cicerone comincia la frase con il verbo, enfatizzando il fatto che la cittadinanza era garantita al suo protetto da molto tempo ('Data est').

### Refutatioo rigetto delle accuse
Est ridiculum ad ea quae habemus nihil dicere, quaerere quae habere non possumus; et de hominum memoria tacere, litterarum memoriam flagitare; et, cum habeas amplissimi viri religionem, integerrimi municipi ius iurandum fidemque, ea quae depravari nullo modo possunt repudiare, tabulas, quas idem dicis solere corrumpi, desiderare.
"È davvero ridicolo non tener conto delle prove che possediamo e smaniare per ciò che non possiamo avere; passare sotto silenzio le testimonianze di questi uomini e insistere per un pezzo di carta; sono a tua disposizione le testimonianze di un personaggio illustre e attendibile e di un municipio leale e fedele, che non si possono proprio manipolare, e tu le rifiuti e desideri i registri che - sei tu il primo a dirlo - solitamente sono falsificati!"
Una lettera di Cicerone a Attico l'anno seguente la vicenda rivela che egli era stato assolto.